# Ла-Монте (Міссурі)
Ла-Монте (англ. La Monte) — місто (англ. city) в США, в окрузі Петтіс штату Міссурі. Населення — 1014 особи (2020).

## Географія
Ла-Монте розташована за координатами 38°46′18″ пн. ш. 93°25′26″ зх. д. / 38.77167° пн. ш. 93.42389° зх. д. (38.771682, -93.423907).  За даними Бюро перепису населення США в 2010 році місто мало площу 2,96 км², з яких 2,93 км² — суходіл та 0,03 км² — водойми.

## Демографія
Згідно з переписом 2010 року, у місті мешкало 1140 осіб у 399 домогосподарствах у складі 263 родин. Густота населення становила 385 осіб/км².  Було 456 помешкань (154/км²).
Расовий склад населення:
| - 72,6 % — білих - 0,4 % — чорних або афроамериканців - 0,4 % — азіатів - 0,2 % — вихідців з тихоокеанських островів - 0,1 % — корінних американців - 22,2 % — осіб інших рас |

До двох чи більше рас належало 4,1 %. Частка іспаномовних становила 35,8 % від усіх жителів.
За віковим діапазоном населення розподілялося таким чином: 30,4 % — особи молодші 18 років, 58,1 % — особи у віці 18—64 років, 11,5 % — особи у віці 65 років та старші. Медіана віку мешканця становила 30,2 року. На 100 осіб жіночої статі у місті припадало 95,5 чоловіків;  на 100 жінок у віці від 18 років та старших — 93,2 чоловіків також старших 18 років.
Середній дохід на одне домашнє господарство  становив 44 052 долари США (медіана — 43 285), а середній дохід на одну сім'ю — 47 557 доларів (медіана — 44 375). За межею бідності перебувало 19,1 % осіб, у тому числі 24,8 % дітей у віці до 18 років та 12,1 % осіб у віці 65 років та старших.
Цивільне працевлаштоване населення становило 532 особи. Основні галузі зайнятості: виробництво — 33,3 %, будівництво — 12,4 %, роздрібна торгівля — 11,8 %.